# 羅競成
羅競成，BBS，MH，JP（1959年—），新界原居民，曾任葵青區議會主席兼長安選區議員；於2015年至2019年曾任青衣鄉事委員會執行委員。羅競成是民建聯成員以及同時兼任新界社團聯會副理事長。

## 簡介
早年就讀香島中學。
1999年香港區議會選舉，羅競成當選翠怡區議員。2003年香港區議會選舉，羅競成敗於民主黨王雪盈，首次連任失敗。2007年區議會選舉，羅競成轉至長安選區參選，擊敗角逐連任的民主黨劉碧堅，並於其後數屆區議會選舉擊敗其他對手故此一直連任至2019年。
2016年，羅競成以21票對8票擊敗民主黨許祺祥，並成功當選為新一屆葵青區議會主席。
2019年香港區議會選舉，羅競成得票不敵民主動力推薦的張文龍，再度競逐連任失敗。

## 資料來源與註釋
1. ↑   (PDF).   [2019-11-26]. （原始内容存档 (PDF)于2019-06-29）.
2. ↑   (PDF).   [2019-11-26]. （原始内容存档 (PDF)于2019-06-29）.
3. ↑  . 香島中學. 2008-3  [2019-04-24]. （原始内容存档于2019-11-29）.
4. ↑   (PDF). 香島中學校友會.   [2019-07-16]. （原始内容 (PDF)存档于2020-12-10）.
5. ↑  . 2016-01-05  [2019-11-26]. （原始内容存档于2017-03-05）.
6. ↑  .   [2019-11-26]. （原始内容存档于2019-11-28）.

## 外部連結
| 議會席位      | 議會席位                                               | 議會席位      |
| ------------- | ------------------------------------------------------ | ------------- |
| 前任： 劉碧堅 | 葵青區議會 長安選區區議員 2008年1月1日－2019年12月31日 | 繼任： 張文龍 |
| 前任： 曹沛森 | 葵青區議會 翠怡選區區議員 2000年1月1日—2003年12月31日  | 繼任： 王雪盈 |
| 前任： 方平   | 葵青區議會主席 2016年1月5日—2019年12月31日             | 繼任： 單仲偕 |
| 前任： 麥美娟 | 葵青區議會副主席 2012年1月—2015年12月31日              | 繼任： 周奕希 |